# Kondé család
A Kondé család már valószínűleg a 13. század második felében Pozsony vármegyében élt. Pókateleki előnevet használtak, melyet 1342-ben Zomor fia Miklós szerzett meg. Miklósnak 3 fia volt: Tamás, Jakab és János. Jakabot a források 1379-1414 között említik, tőle származik az ún. Fekete-ág. Ezen ágból származó János fia László (Fekethe de Pokathelek), Hédervári György familiárisa, a husziták elleni harcokban szerzett érdemeiért kapott 1434. szeptember 29-én Regensburgban armálist. László unokaöccse János kezdte a Kondé családnevet használni.
1470-ben szerepel Gömör vármegyében Kondé Imre, mint krasznahorkai várnagy. Ő zálogba kapta a Heves megyei Bocs község felét. 1515-ben pókateleki Kondé Miklós szerepel egy oklevélben. 1549-ben Kondé Lázár részt vett a dunántúli megyék közös Pozsony megyei törvényszéki ülésén. A 17. század közepén Kondé István Thurzó Ilona grófnő szolgálatában állt. 1650-ben a család Nagyfödémesen szerepelt. Kondé György özvegye Némethy Katalin (később Belussi Miklósné) 1667-ben Nagyszombatban élt és a kisudvarnoki Kondé birtokrészekért pereskedett.
Reiszig Ede szerint: "Kondé. (Pókateleki.) Zomor fia Miklós 1342-ben Pókatelekre nyert adományt, a mely egész a 19. század közepéig a család birtokában maradt. Az 1755. évi összeírásban is több tagja szerepel Pozsony vármegyében. A 19. század első felében Siposkarcsán bírt földesúri joggal. Czímer: kékben, koronás, hármas zöld halmon, a paizs felső jobb sarkában hatágú aranycsillagtól s a felső balsarokban ezüstfélholdtól kísért, görbe kardot tartó, felülről és alulról egy-egy nyíllal átdöfött könyöklő, pánczélos kar. Sisakdísz: paizsbeli kar. Takarók: kékarany, veresezüst."

## Neves családtagok
- Kondé Imre (15. század) krasznahorkai várnagy
- Kondé Miklós (1732 körül-1802) nándorfehérvári címzetes püspök, majd nagyváradi püspök
- Kondé József Benedek (1760-1831) királyi udvarnok, jószágkormányzó, táblabíró, író, mecénás, szolgabíró
- Kondé Lajos (1960) kanonok, püspöki helynök, nagyprépost